# Kathleen Heinrich-Reichow
Kathleen Heinrich-Reichow (geboren 1977 in Demmin) ist eine deutsche Juristin und Richterin.

## Beruflicher Werdegang
Kathleen Heinrich-Reichow studierte Rechtswissenschaften in Rostock und Münster.
Seit 2002 ist die Juristin Richterin in Brandenburg, seit 2012 am Sozialgericht Neuruppin. Dort ist sie unter anderem auch für Klagen gegen die Hartz-IV-Gesetze zuständig. Im Juni 2021 wurde sie zur Richterin am Landessozialgericht Berlin-Brandenburg ernannt.
Am 12. Dezember 2018 wurde Kathleen Heinrich-Reichow für eine zehnjährige Amtszeit auf Vorschlag der Fraktion Die Linke vom brandenburgischen Landtag zur Richterin an das Verfassungsgericht des Landes Brandenburg gewählt. Sie ist Pressesprecherin des Gerichts (Stand: September 2021).
Heinrich-Reichow ist parteilos und fühlt sich nach eigener Aussage vielen Positionen der Linken nahe.

## Verfahren
Kathleen Heinrich-Reichow war 2020 an der Entscheidung des Verfassungsgerichts des Landes Brandenburg beteiligt, mit der das brandenburgische Paritätsgesetz für verfassungswidrig erklärt wurde.

## Privatleben
Kathleen Heinrich-Reichow lebt in Potsdam.

## Publikationen (Auswahl)
Bericht über die Arbeit des Verfassungsgerichts des Landes Brandenburg im Jahr 2011. In: Landes- und Kommunalverwaltung (LKV), Beck Verlag 2012, S. 116